# Dipturus laevis
Espèce
Synonymes
- Raja laevis

Statut de conservation UICN

 EN A1bcd : En danger
La Grande raie (Dipturus laevis) se retrouve du sud du golfe du Saint-Laurent à la Caroline du Nord.
Synonyme : Raja laevis
Cette grande raie de 160 cm de long a frôlé l'extinction dans les années 90 à cause des prises accidentelles dans les filets des chalutiers et de la forte demande internationale en ailes de raie. L'interdiction de sa pêche entre 2003 et 2018 aux États-Unis et la mise en place de quotas au Canada ont stoppé l'hécatombe et probablement, au moins provisoirement, sauvé cette espèce.